# Muur Classic Geraardsbergen 2024
La Muur Classic Geraardsbergen 2024, seconda edizione della corsa e valida come prova dell'UCI Europe Tour 2024 categoria 1.1, si svolse il 28 agosto 2024 su un percorso di 180,2 km, con partenza e arrivo a Geraardsbergen, in Belgio. La vittoria fu appannaggio del belga Jenno Berckmoes, il quale completò il percorso in 4h04'32", alla media di 44,215 km/h, precedendo il norvegese Tobias Halland Johannessen e lo svizzero Fabio Christen.
Sul traguardo di Geraardsbergen 53 ciclisti, dei 150 partiti dalla medesima località, portarono a termine la competizione.

## Squadre e corridori partecipanti
| N.      | Cod. | Squadra                      |
| ------- | ---- | ---------------------------- |
| 1-7     | IWA  | Intermarché-Wanty            |
| 11-17   | ARK  | Arkéa-B&B Hotels             |
| 21-27   | LTD  | Lotto Dstny                  |
| 31-37   | TFB  | Team Flanders-Baloise        |
| 41-47   | UXM  | Uno-X Mobility               |
| 51-57   | Q36  | Q36.5 Pro Cycling Team       |
| 61-67   | TEN  | TotalEnergies                |
| 71-77   | BWB  | Bingoal WB                   |
| 81-87   | ICA  | Israel Premier Tech Academy  |
| 91-97   | ADD  | Alpecin-Deceuninck Dev. Team |
| 101-107 | PSB  | Pauwels Sauzen-Bingoal       |

| N.      | Cod. | Squadra                          |
| ------- | ---- | -------------------------------- |
| 111-117 | LTF  | Lidl-Trek Future Racing          |
| 121-126 | VLD  | Team Visma-Lease a Bike Dev.     |
| 131-137 | DAD  | Decathlon AG2R La Mondiale DT    |
| 141-147 | HBJ  | Hagens Berman Jayco              |
| 151-157 | BCY  | Beat Cycling Team                |
| 161-167 | MET  | Metec-Solarwatt p/b Mantel       |
| 171-177 | PHV  | Parkhotel Valkenburg CT          |
| 181-187 | SVL  | REMBE Pro Cycling Team Sauerland |
| 191-197 | TSM  | Team Storck-Metropol Cycling     |
| 201-207 | VWE  | VolkerWessels Cycling Team       |
| 211-217 | SWY  | Diftar Continental Cyclingteam   |

## Ordine d'arrivo (Top 10)
| Pos. | Corridore          | Squadra     | Tempo    |
| ---- | ------------------ | ----------- | -------- |
| 1    | Jenno Berckmoes    | Lotto       | 4h04'32" |
| 2    | Tobias Johannessen | Uno-X       | a 2"     |
| 3    | Fabio Christen     | Q36.5       | s.t.     |
| 4    | Rick Ottema        | Diftar      | a 15"    |
| 5    | Lionel Taminiaux   | Lotto       | a 25"    |
| 6    | Mark Donovan       | Q36.5       | a 28"    |
| 7    | Tom Van Asbroeck   | Israel Aca. | s.t.     |
| 8    | Milan Menten       | Lotto       | s.t.     |
| 9    | Jenthe Biermans    | Arkéa       | s.t.     |
| 10   | Jelte Krijnsen     | Parkhotel   | a 32"    |